# Dumitru Murariu
Dumitru Murariu (n. 21 septembrie 1940, Ungureni, România) este un biolog român, membru titular al Academiei Române (din 2021). S-a născut în 21 septembrie 1940 în comuna Ungureni din județul Botoșani. A terminat liceul de băieți „A.T.Laurian”, iar apoi a urmat cursurile Facultății de Biologie-Geografie de la Universitatea din Iași, secția biologie-zoologie.
A absolvit cursurile facultății de Biologie-Geografie, secția Zoologie, din cadrul Universității din Iași.
A fost primit membru corespondent al Academiei Române în martie 2006.